# Park Center Treptow
Het Park Center Treptow is een winkelcentrum in de Berlijnse stadsdeel Alt-Treptow in het district Treptow-Köpenick .

## Geschiedenis
Het huidige centrum werd in het voorjaar van 1997 gebouwd op de plek van het voormalige busstation op de kruising van Am Treptower Park en Elsenstrasse. De ontwikkelaars en investeerders waren MM Management Company en de Kriegbaum-Gruppe. Eind januari 1998 waren er al 18.000 m³ beton verwerkt. Toen Kriegbaum in september 1998 werd verkocht aan Metro AG, werd deze de nieuwe eigenaar van het nog in aanbouw zijnde complex. De opening van het winkelcentrum werd gevierd op 27 juli 1999. Bij de opening, telde het centrum ongeveer 20.000 m² verkoopruimte, met de Real-hypermarkt als ankerhuurder op 6.500 m². Elektronicawinkel Saturn, destijds nog onderdeel van Metro, had eveneens een filiaal met een oppervlakte van 2.000 m². De bouwkosten voor het centrum bedroegen destijds DM 150 miljoen. De fastfoodketen McDonald's opende op 9 oktober 1999 zijn 1.000e Duitse vestiging in het winkelcentrum. 
In juli 2021 werd een joint venture van investeerder Angelo Gordon en het bedrijf Kintyre de nieuwe eigenaar van het Park Center. Daarbij werd een nieuwe positionering van het centrum aangekondigd. Delen van het gebouwencomplex, waaronder de parkeergarage en kantoren zouden worden gesloopt. De winkeloppervlakte zou met 8.500 m² worden verminderd. Het vrijgekomen gebied zou worden gebruikt voor nieuwe kantoorruimte en appartementen. Ook een supermarkt zal deel blijven uitmaken van het concept. 
Eind 2023 kampt het centrum met een hoge leegstand. Het merendeel van de huurders is de afgelopen jaren vertrokken. De locatie verloor zijn laatste grootschalige huurder toen de Real-winkel op 16 juni 2022 sloot. Sinds april 2023 is in het centrum een Oekraïens burgerbureau gevestigd dat zorgt voor de afgifte van Oekraïense paspoorten. In juni 2023 is het kantoor uitgebreid met een adviescentrum voor vluchtelingen.

## Bereikbaarheid
Niet ver van het centrum ligt het S-Bahnstation Treptower Park, dat wordt bediend door de Berlin Ringbahn S-Bahn-lijnen (S41 en S42) en de lijnen S8, S85 en S9. Er zijn diverse BVG-bushaltes in de omgeving van het centrum.
Aan de achterzijde van het centrum bevindt zich een parkeergarage met 990 parkeerplaatsen.